# Corno Bianco
De Corno Bianco (Frans: Tête blanche; Duits: Weisshorn) is een 3320 meter hoge berg in de Pennische Alpen in de Italiaanse regio Piëmont.
De berg maakt deel uit van de bergkam die de scheiding vormt tussen het Valsesia en het Valdostaanse Val di Gressoney. Het hoogste punt ligt zo'n 500 meter ten oosten van de hoofdkam en behoort hierdoor geheel toe aan Piëmont. Rondom de top liggen enkele kleine gletsjers waarvan de Ghiacciaio d'Otro aan de oostzijde de grootste is.
Op de hellingen van de Corno Bianco bevinden zich een aantal kleine bergmeren; Lago Tialli Superiore en Lago Tialli Inferiore in Val d'Otro; Lago Bianco, Lago Nero en Lago Verde in Val Vogna en de Laghetti di Netschio in het Val di Gressoney.